# Feminino genérico
Feminino genérico (do latim generātim "classe sábia, em geral", e fēmina "mulher") ou genericidade feminina denota o uso de uma designação pessoal gramaticalmente feminina que é usada para pessoas do sexo/gênero feminino, no sentido generalizado para grupos mistos de pessoas; isso se aplica apenas a mulheres no feminino para as quais há uma contraparte masculina (por exemplo, professora/professor). Uma distinção deve ser feita entre esses femininos inerentemente genéricos, como pessoa ou testemunha, que não se opõem a uma forma masculina.
O uso genérico de formas femininas foi proposto em 1984 pela linguista feminista Luise F. Pusch. Desde 1994, tem havido várias tentativas de implementação prática, por exemplo, em 2013, Universidade de Leipzig escolheu a forma feminina de designações para funções oficiais (professoras, palestrantes convidadas), desde então, as mulheres cientistas também foram entendidas como homens na constituição de Leipzig. Em tal uso de abstração de gênero, a característica semântica [feminino] e, portanto, a correspondência entre gênero gramatical (gênero) e gênero “natural” (sexo) das pessoas pretendidas, que é típico do feminino movido, é omitido. Como uma imagem espelhada do masculino genérico, seria então lido, por exemplo: Pergunte ao seu médico ou farmacêutico.
Existem alguns nomes de animais femininos, como a garça, que são usados tanto para fêmeas quanto para machos genericamente para a espécie ou gênero. Essas palavras genéricas são inerentemente femininas quando usadas para designar pessoas.
Algumas feministas propõem o uso de uma linguagem neutra através de um sujeito oculto, de palavras gramaticalmente femininas, genericamente epiceno, como com um substantivo sobrecomum invariável, como pessoa, ou coletivo, como diretoria invés de diretor(a). Palavras de gênero gramaticalmente feminino nem sempre representam o gênero natural que é feminino, a palavra marechal é um substantivo masculino, muitas ruas são nomeadas com marechais, logo, ao falar "a rua Marechal", pode-se abreviar a "a Marechal". Do mesmo modo, um prenome tipicamente masculino, como de Pabllo, pode-se transcrever com artigos femininos "a Pabllo", falando sobre a drag queen Pabllo. Isso pode acontecer com empresas ou estabelecimentos, como "na pontofrio" ou "pela Google". Em alguns casos, a palavra feminina vem antes numa ambiguação de O/A, como psicóloga(o) ou secretária/o.